# Jaipur (Distrikt)
Der Distrikt Jaipur (Hindi जयपुर जिला) ist ein Distrikt im westindischen Bundesstaat Rajasthan.
Die Fläche beträgt 11.152 km². Verwaltungssitz ist die gleichnamige Stadt Jaipur.

## Bevölkerung
Die Einwohnerzahl liegt bei 6.663.971 (2011), mit 3.490.787 Männern und 3.173.184 Frauen.